# Petr Ginz
Petr Ginz (Praga, 1 de febrero de 1928-Auschwitz, 28 de septiembre de 1944) era un joven checo de origen judío, cuyo dibujo de la Tierra vista desde la Luna se convirtió en símbolo del Holocausto. Hijo de Otto Ginz y Marie Ginzová, conocidos esperantistas, era un muchacho con gran talento, autor desde niño de varias novelas, y buen dibujante.
Cuando comenzó la persecución contra los judíos, empezó a escribir un diario, que solo recientemente se ha descubierto y editado. La traducción al castellano, Diario de Praga (1941-1942), ha aparecido en junio de 2006 editada por Acantilado.
Fue deportado al campo de Terezín (Theresienstadt). Allí organizó y dirigió la redacción de una revista clandestina para jóvenes, "Vedem". También escribió, entre otros, un diccionario checo-esperanto.
Se han conservado también algunos dibujos. La reproducción de uno de ellos, una visión con influencias de Julio Verne, fue llevado por el primer astronauta israelí Ilan Ramon en su travesía en el transbordador espacial Columbia, en el catastrófico viaje que le causó la muerte. La figura se ha hecho muy famosa y, por ejemplo, se ha usado para sellos y carteles.

## Biografía

### Un joven con gran talento
El joven Petr era hijo de Ota Ginz y Marie Ginzova, una pareja mixta. Ota era judío, y fue un notorio y activo esperantista. La pareja se conoció en un congreso de hablantes de ese idioma internacional. Entre las obras de Ota Ginz se puede destacar la coordinación de una antología de literatura checoslovaca traducida al esperanto. Su obra "Por fin comprendo la radio" fue uno de los mayores éxitos editoriales de la época, y fue traducido a numerosas lenguas étnicas.
Según todas las informaciones, también Petr era muchacho de gran talento, que escribió varias novelas y dejó muchos dibujos de gran calidad.

### El diario
Con el inicio de las leyes raciales Petr comenzó a redactar un diario. El hallazgo de este escrito fue de nuevo una casualidad, consecuencia del accidente del transbordador espacial: cuando se difundieron las informaciones del dibujo del joven Ginz, un pragués recordó los escritos viejos que se conservaban en su desván, y los comparó con los materiales difundidos.
Los documentos resultaron ser los restos del diario que Petr había comenzado a escribir en septiembre de 1941, hasta el momento en que fue deportado al campo de concentración.
El libro fue editado primero en checo y poco después traducido al esperanto, bajo la redacción de su hermana Eva, conocida ahora como Chava Pressburger, con el título Diario de mi hermano.
El año 2006 aparecieron las traducciones al español y al catalán. El título de la versión castellana es Diario de Praga, y lo publicó la editorial Acantilado. En la presentación participó la hermana, Chava Pressburger, desplazada desde Israel. La versión inglesa aparecería con posterioridad.
El diario es sobrecogedor por su cotidianeidad. Las prohibiciones y las desapariciones se suceden casi sin darse uno cuenta, como si fuera lo más normal. En un momento dado, en un párrafo que captura la época y que se ha hecho justamente famoso, Petr escribe que "Lo que resulta ahora totalmente corriente, hubiera sido motivo de escándalo en una época normal".

### Deportación y muerte
En septiembre de 1942 Petr fue trasladado, como hijo de una pareja mixta, al campo de Theresienstadt, considerado como modelo por los nazis, que intentaron mantener una apariencia de normalidad para utilizarlo como escaparate ante las instituciones internacionales. Allí Petr fue el alma de la edición de una revista juvenil, Vedem, Se sabe también que dedicó parte de su tiempo a la redacción de un diccionario checo-esperanto.
La experiencia en Terezín fue efímera: el 28 de septiembre de 1944 fue deportado a Auschwitz, donde falleció. Tenía 16 años.
Terminó así una vida, un futuro lleno de promesas. Al tiempo finalizó una época de convivencia de culturas. Los miembros judíos de su familia que sobrevivieron terminaron emigrando a Israel, mientras Praga se vaciaba de un elemento que había sido fundamental en su cultura. Su muerte se agregó a la de muchos otros esperantistas, incluyendo los tres hijos del fundador del esperanto, el Dr. Zamenhof.
Queda la memoria, y de hecho el año 2005 se recordó la figura de Petr Ginz mediante la edición de un sello conmemorativo. Pero no es lo mismo: las trayectorias de supervivientes con una edad y un ambiente similar, del financiero George Soros al sociólogo Ernest Gellnero el Premio Nobel Eric Kandel muestran lo que pudo haber sido y se perdió en la locura de los prejuicios raciales.

## Diario
Petr Ginz, un adolescente judío de Praga, una de las víctimas del Holocausto.
"Los judíos no pueden comprar fruta, aves, queso, cebolla, ajo, pasear a la orilla del río, ni viajar en la parte delantera del tranvía".
- Cien mil víctimas del Holocausto viven en la pobreza en Israel

"Cuánto tiempo hace ya / que vi por última vez / ponerse el sol sobre Petrin / Hace ya un año casi que estoy en este agujero / con apenas un par de calles en lugar de tus avenidas. / Como un animal salvaje encerrado en una jaula". Este poema lo escribió en 1942, desde el campo de internamiento de Terezin, en la antigua Checoslovaquia, el joven que revivió con la catástrofe del Columbia. Petr Ginz murió al año siguiente en las cámaras de gas de Auschwitz. Sus diarios salieron a la luz en 2003, cuando Jiri Ruzicka vio en la televisión, en su casa del barrio Modrany de Praga, el dibujo de Ginz que llevaba el astronauta. Inmediatamente le recordó a otros que guardaba en cajas en el desván. Eran los diarios de Petr Ginz, un testimonio desgarrador del exterminio metódico aplicado por los nazis, escrito desde la ingenuidad y la bondad. La única superviviente de la familia, su hermana Cheva Pressburger, residente en Israel, reconoció la letra: "Y recordé incluso los acontecimientos que en ellos se describían".

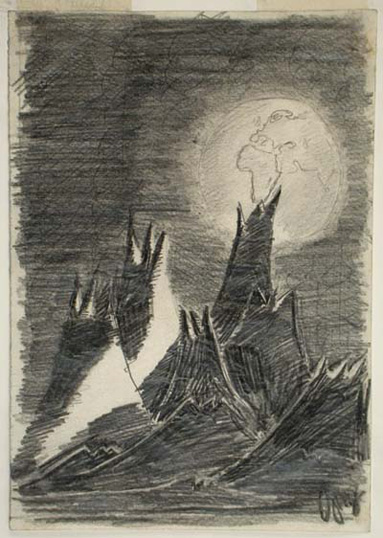
Dibujo del holocausto

Los Ginz vivían en Praga en los años anteriores a la Segunda Guerra Mundial. Eran una familia acomodada que procuraba inculcar a sus dos hijos, Petr y Eva, la práctica de la vida sana y el deporte. En verano, nadaban; en invierno, esquiaban. Ota Ginz, el padre, judío, era director de una empresa textil en Praga. Marie, la madre, aria, amaba la música. Se habían conocido en un congreso de esperantistas y se casaron el 8 de marzo de 1927. En 1928 nació Petr; dos años después, Eva.                            
Delgado, larguirucho, el joven Ginz tenía el pelo castaño y los ojos de un bonito color azul. Le gustaba la pintura, dibujar y leer vorazmente cuanto caía en sus manos. Entre los ocho y los catorce años escribió cinco novelas con unos títulos que delataban su admiración por Julio Verne (De Praga a China, El sabio del Altái, Viaje al centro de la Tierra, La vuelta al mundo en un segundo). Tan solo se ha conservado la última, El visitante de la época de las cavernas, en la que Petr añadió un epílogo que pone los pelos de punta: "Así fue como el Congo belga se libró de quien lo torturaba y el mundo de aquel pretendido monstruo prehistórico. Pero debemos preguntarnos si no aparecerá sobre la superficie de la Tierra un nuevo monstruo, peor que aquél, que, dominado por la maldad y dotado de los más modernos medios técnicos, someta a la Humanidad a los más horrendos castigos".
Petr llevó un diario entre el 19 de septiembre de 1941 y el 9 de agosto de 1942. No fue escrito para ser leído; son las impresiones diarias de un adolescente que anota cosas nimias: la visita de sus primos, las ocurrencias de su amigo Popper, los castigos del colegio: "por la mañana, paseo; por la tarde, colegio", o el lacónico "nada especial", en un estilo muy similar al de otra adolescente, Ana Frank, desaparecida también en los campos de exterminio. Petr lo consigna todo con la pluma con incrustaciones que le regaló su abuela: el juego al fútbol con chapas, las declinaciones de los verbos latinos
Dejó de escribir en sus cuadernos poco antes de que le deportasen (según las leyes de Núremberg del régimen nazi, a los hijos de matrimonios mixtos los enviaban a los campos al cumplir 14 años). En estas páginas se describe la vida de los habitantes de la ciudad de Praga ocupada por los alemanes, sus dificultades, sus miedos. Todo parece funcionar como antes, pero poco a poco se dictan nuevas ordenanzas sobre lo que los judíos deben entregar, los sitios a los que no pueden ir, los transportes en los que no pueden viajar. El 1 de enero de 1942, Ginz escribe: "Lo que resulta ahora totalmente corriente hubiera sido motivo de escándalo en una época normal. Los judíos, por ejemplo, no pueden comprar fruta, gansos y aves, queso, cebolla, ajo y muchas otras cosas. No dan cartillas de racionamiento de tabaco a los presos, a los locos y a los judíos". Además de todo esto, los judíos no pueden viajar en el vagón delantero de los tranvías, autobuses y trolebuses, y tampoco pueden pasear por la orilla del río: "Ahora ya todo el mundo sabe / quién es judío y quién es ario / porque al judío se le reconoce por la estrella amarilla y negra. / Y el judío, una vez marcado / tiene que acatar las ordenanzas".
También cada día, con cuentagotas, desaparece algún vecino, un pariente, un amigo. Algunos esperan el transporte, un eufemismo que esconde el camino hacia los campos de la muerte. Petr escribe la primera anotación en su diario un viernes 19 de septiembre de 1941. "Han sacado un distintivo para los judíos que es más o menos así [dibuja una estrella de seis puntas]".
Poco a poco, el diario se llena de notas intranquilizadoras: "Han fusilado a un montón de gente por preparar sabotajes, por tenencia ilegal de armas Han ordenado un nuevo inventario de la ropa de los judíos, los muebles, la máquina de coser", o "Está permitido llevar 50 kilos de equipaje por persona, dinero, mantas, comida y póliza de seguros". Un seguro, qué ironía.
Una mañana, Petr asiste con estupefacción a una detención: "Nos encontramos delante de la taberna de la calle Vezanska con un furgón y una fila de guardias en la acera. Los de la Gestapo sacaron a la gente de la taberna (unos ocho) y los metieron directamente en el furgón, cerraron las puertas y se los llevaron". En otro momento, anota: "Nos enteramos de que (al parecer) últimamente suele haber bofetadas (a los judíos, claro) y procuramos que no se nos viese la estrella". O "un alemán me echó del tranvía con muy malos modos. Me dijo Heraus! (¡Fuera!) y me tuve que bajar".
"Nos acaba de llegar una comunicación de la comunidad judía. Dicen que tenemos que entregar, antes del 31 de diciembre, las armónicas, los termómetros, las máquinas de fotografía". Y otra: "Parece que los judíos van a tener que entregar hasta los suéteres".
El 1 de febrero de 1942, el último cumpleaños que pasará en casa, con su familia, anota su lista de regalos: "Un pan dulce que hizo mamá, un libro en blanco para tomar notas, corteza de naranja, un pañuelo".
Las últimas semanas antes de ser deportado, la letra de Petr va cambiando, los trazos se afilan, se vuelven más nerviosos. Escucha en la radio las noticias de la BBC, sabe que los alemanes han bombardeado París. Se inventa un código secreto, una escritura jeroglífica para anotar lo que oye. Es un juego y una certeza. Por el diario pasan ráfagas del atentado en Praga que le costó la vida a Reinhard Heydrich, el jefe de las SS, el ejecutor de la solución final. "Ofrecen una recompensa de 10.000.000 de coronas al que denuncie a los autores del atentado, y si alguien los conoce y no los denuncia lo fusilarán con toda su familia". "A todas las chicas mayores del barrio de Liben las detenían, les lavaban la cabeza y las volvían a soltar. Están buscando a una rubia que les cuidó la bicicleta a los autores del atentado".
El domingo 9 de agosto de 1942, Petr Ginz registra su última anotación en el diario. Lacónico, escribe: "Por la mañana en casa".
Ya en el campo de deportados de Terezin, una ciudad fortificada a 65 kilómetros al norte de Praga por la que pasaron más de 140.000 judíos, Petr recuerda los momentos previos a su llegada. "El 22 de septiembre de 1942, al llegar a casa, le dije: mamá, no te asustes, me ha tocado el transporte". Y los preparativos finales: "Cogí una buena cantidad de papel y una libreta, unas cuchillas para cortar el linóleo (hacía grabados con este material), una novela sin terminar, El sabio del Altai, y un par de acuarelas medio rotas". A las ocho de la noche se incorporó al transporte. "Me pusieron un panecillo con salami en un bolsillo".
De lo que Petr hizo en Terezin se ha conservado solo una ínfima parte. Pintó más de 120 obras; fundó y dirigió la revista Vedem, un semanario hecho por el grupo de jóvenes del edificio número 1 del sector L417 del campo. Escribió infinidad de poemas y algunas novelas. Se convirtió en un joven serio, reflexivo. Eva llegó a Terezin dos años después y el 28 de septiembre de 1944 vio salir en el tren hacia Auschwitz a su hermano. "Le di a Petr rebanadas de pan por la ventanilla. Aún tuve tiempo de cogerle la mano a través de las rejas antes de que el guardia del gueto me echara". Murió al poco de llegar en las cámaras de gas y su cuerpo fue arrojado a la fosa común. Tenía solo 16 años.

## Diario de Praga (Resumen)

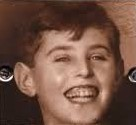
Petr Ginz 13 años

Petr Ginz escribió su diario entre 1941 y 1942 cuando vivía con sus padres y su hermana en Praga e iba a una escuela judía. Las entradas del diario, junto con los poemas, cuentos cortos y dibujos, reflejan las duras condiciones vividas por los ciudadanos de Praga durante la ocupación nazi. Al finalizar la guerra, los padres del chico escondieron lo que pudieron salvar de sus escritos en casa de un amigo de la familia. 
De todas maneras, no fue hasta después de la explosión del Trasbordador Espacial Columbia el 1 de febrero de 2003 (en que los siete tripulantes murieron) que el nombre de Petr Ginz no se hizo realmente conocido. Poco antes del viaje, Ilan Ramon, primer astronauta israelí de la historia, se puso en contacto con el Museo Yad Vashem de Jerusalén con la intención de llevarse al espacio algún objeto relacionado con el Holocausto para así rendir  homenaje a sus víctimas. El museo seleccionó "Paisaje lunar", un dibujo de Petr Ginz que representaba la visión de la Tierra desde la Luna. Unas semanas después de la tragedia, la televisión mostró al mundo uno de los objetos que se había llevado al espacio el astronauta israelí; se trataba de Paisaje lunar. A Jiri Ruzicka, residente en el barrio Modrany de Praga, le sorprendió lo mucho que aquel dibujo le recordaba a otros que había visto dentro de unas cajas viejas que conservaba desde hacía años en el desván de su casa. Así que para salir de dudas escaneó algunos de aquellos escritos y dibujos y los envió por correo electrónico al Museo Yad Vashem de Jerusalén. El museo contactó con la hermana de Petr Ginz, quien al verlos no tuvo dudas acerca de su autenticidad: "En cuanto vi las páginas del diario y los dibujos de Petr, supe que eran verdaderos. Reconocí la letra de mi hermano y recordé incluso los acontecimientos que en ellos se describían". El material que en más de una ocasión durante los últimos 50 años estuvo a punto de desaparecer fue adquirido por Chava Pressburger y el Museo Yad Vashem , que decidieron publicarlo. Con la publicación de los diarios, Chava pretendía mantener vivo el recuerdo de su hermano y mostrar como un niño, incluso en dramáticas circunstancias, pudo vivir momentos de felicidad.

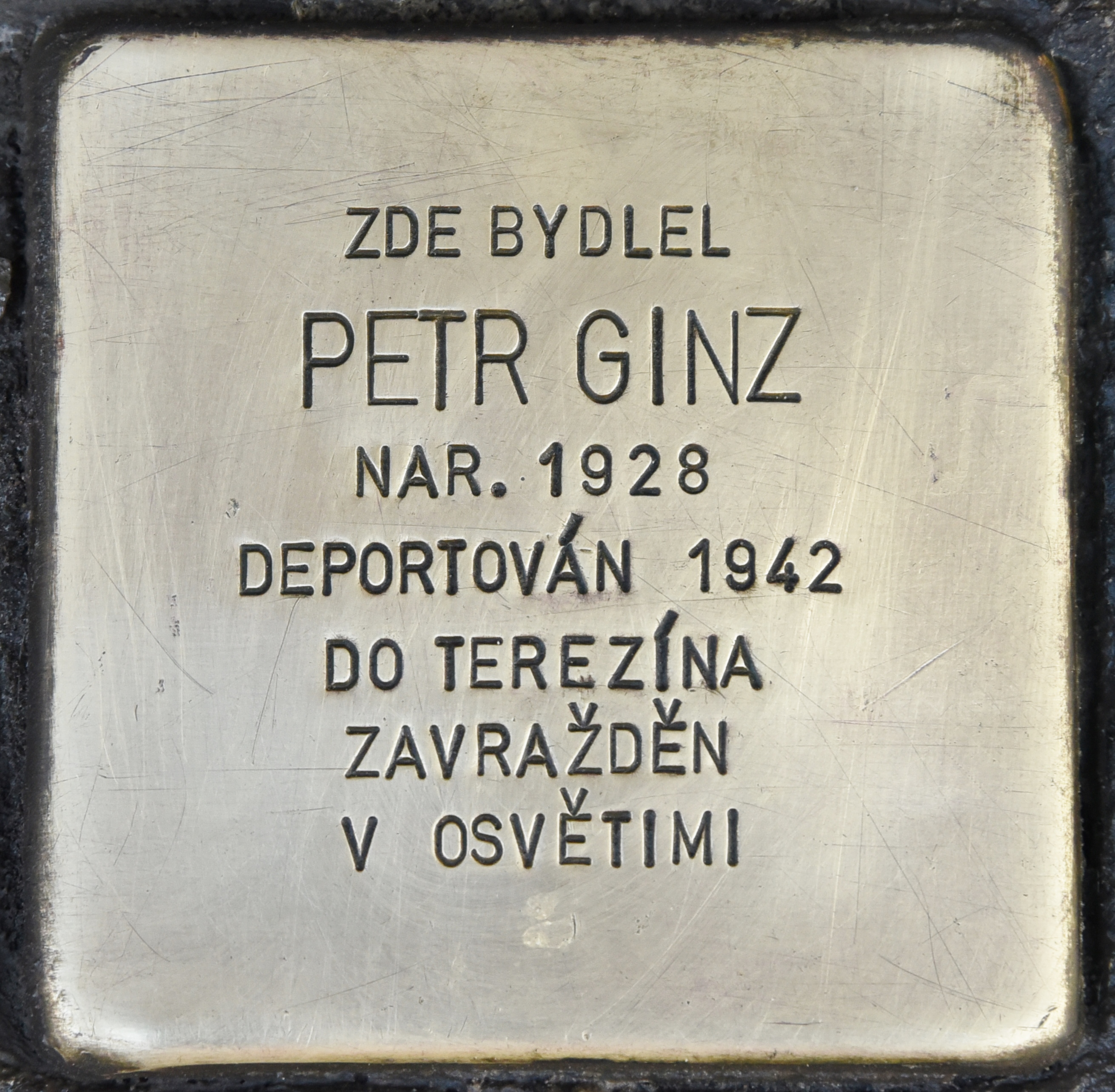
Stolpersteine para Petr Ginz

El libro se editó por primera vez en la República Checa (Trigon, 2004) bajo el nombre de DIARIO DE MI HERMANO en edición de Chava Pressburger. En febrero de este año apareció la versión alemana (Berlin Verlag). En preparación están las ediciones en EE. UU., Gran Bretaña, Francia, Italia, Japón, Corea del Sur y Hungría.

## Pert Ginz en el Holocausto
Petr Ginz nació en Praga en 1928. Su madre no tenía un origen judío, pero se mudó a Praga a la familia judía de su marido. Pedro asistió a la escuela primaria judía en la calle Jáchymová. Durante este tiempo se enamoró de los libros, especialmente de las novelas de Jules Verne. Más tarde comenzó a escribir sus propios cuentos y novelas, ilustrándolos él mismo.
El 24 de octubre de 1942 fue incluido en el transporte Ca, y desde que tenía 14 años, fue solo a Terezín. Junto con otros niños, fue alojado en el bloque L 417 (la antigua escuela de Terezín). Poco después de su llegada, él y otros niños comenzaron a publicar una revista llamada Vedem, en la que pudo utilizar su excepcional talento e imaginación. Además de editar la revista, escribió artículos, poemas y columnas introductorias para ella, y dibujó ilustraciones. A menudo pagaba artículos de otros contribuyentes usando alimentos que su familia le enviaba en paquetes. También llevaba un diario todos los días. Antes de partir hacia Auschwitz, entregó su diario a su hermana Eva, que era dos años más joven y, por lo tanto, no vino a Terezín hasta 1944. Vivía para ver la liberación del campamento. También se han conservado un gran número de revistas de 1942-1944, junto con algunos de los dibujos de Petr.
El 28 de septiembre de 1944, Petr Ginz fue trasladado a Auschwitz, donde murió. 

## Dibujos
El astronauta israelí Ilan Ramon, cuya madre y abuela fueron sobrevivientes de Auschwitz, fue pedido por S. Isaac Mekel, director de desarrollo de la Sociedad Americana para Yad Vashem, que lleve un artículo de Yad Vashem al transbordador espacial estadounidense Columbia. Ramon llevó consigo una copia de un dibujo de Ginz del planeta Tierra visto desde la luna. El transbordador, al reentrar en la atmósfera de la Tierra, se desintegró el 1 de febrero de 2003, destruyendo la copia del dibujo de Ginz en lo que habría sido su 75 cumpleaños. En 2018, 15 años después del desastre del transbordador de Columbia, Yad Vashem le dio otra copia a la viuda de Ilan, Rona, para que la entregara al astronauta Andrew Feustel. Feustel lo llevó al espacio durante la Expedición 56 en memoria de Ginz y Ramón. El mensaje en video de Feustel conmemorando el Día de la Memoria del Holocausto (Yom HaShoah) 2018/5778 presentó al astronauta mostrando la representación de Ginz de una vista de la Tierra desde la luna. El 1 de febrero de 2020, Feustel regaló una de las copias de “Paisaje lunar” traídas al espacio al Museo del Centro Checo de Houston.

## Vedem
Vedem
La revista se fundó poco después de su llegada a Terezin en 1942. Además de Ginz, varios otros muchachos del Hogar no.1. También contribuyó. Petr Ginz se convirtió en editor jefe y contribuyó al nombre en clave de la Academia (Academia). Uno de sus colaboradores más cercanos fue Hanuš Hachenburg, quien escribió muchos poemas. Ginz le dio la mayor parte de sus escritos y pinturas a su hermana antes de su transporte, por lo que la mayoría ha sobrevivido hasta hoy. Su hermana también fue deportada a Terezin en 1944, pero ella sobrevivió. 

## Recordando a Ginz
- El asteroide (50413) Petrginz fue nombrado en su honor.
- En 2005, el Post checo editado y el sello 31K con el dibujo de la luna y el retrato en memoria de Petr Ginz.
- En Praga un Stolperstein por el artista alemán Gunter Demnig se instaló.
- Su vida fue conmemorada en 2012 por la película documental, El último vuelo de Petr Ginz, dirigida por Sandra Dickson y Churchill Roberts

## Petr Ginz y sus parientes

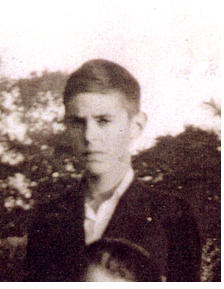
Petr Ginz 15 años 1943

Fue tomada en la década de 1940 en Praga, probablemente en la villa de nuestros parientes, los Levituses. Desde la izquierda están mi tío Emil Ginz y su esposa Nada. A su lado se encuentran mi madre Marie Ginzova y mi prima Eva Sklenckova, la hija de la hermana de mi madre, Bozena. Detrás de ellos se puede ver desde la izquierda a Petr y luego a Pavel, el hijo de Emil y Nada. Fueron transportados juntos a Auschwitz. Ambos perecieron. Mi hermano nació en 1928 en Praga. Nuestra infancia fue más o menos la misma. Petr era dos años mayor y lo quería mucho. Tuvo su bar mitzvah en la Sinagoga Maisel de Praga, recuerdo que después hubo una pequeña celebración en casa con los familiares, y un pastel de chocolate. Petr era un muchacho talentoso, y cuando los judíos ya no eran aceptados en la escuela secundaria, mis padres lo pusieron en una escuela llamada Escuela Experimental, en Nusle. Era una escuela especial para niños talentosos donde intentaban enseñar con métodos no completamente convencionales. Nuestros padres pensaron que aquí su talento echaría raíces y se desarrollaría. Pero poco después también echaron a Petr de esta escuela, debido a su origen judío. Mi hermano siempre fue muy curioso y mi madre y mi padre apoyaron la educación. Petr comenzó a escribir ya de niño; escribió muchos artículos, cuentos y poemas. Dibujó mucho también. Escribió varios cuentos entre los 11 y 12 años: "Las aventuras de Ferda", "De Praga a China", "Viaje al centro de la tierra", que pertenecen a Yad Vashem en Jerusalén, y más tarde, entre los 13 y los 14 años, novelas más voluminosas, "El secreto de la cueva del diablo", "El sabio de Altai", "La vuelta al mundo en un segundo" y "Una visita desde la prehistoria". En alguna parte Petr señala que ya ha terminado 260 páginas de'El sabio de Altái'. Desafortunadamente solo sobrevivió'Una visita de la Prehistoria', el resto de las novelas posteriores se perdió. Pero tal vez, al igual que sus diarios, esas obras también salgan a la luz en alguna parte. Soy dueño de'A Visit from Prehistoric Times'. Como a todo niño, le gustaba leer las novelas de Verne llenas de fantasía. Petr imaginó que había encontrado una novela olvidada de Verne, en el ático del antiguo edificio de apartamentos de Verne, traducida del francés al checo, y que la presenta por primera vez a los lectores checos. Se trata de un reptil prehistórico que vive en algún lugar del Congo belga. En la novela describe a este monstruo, que en realidad es un gran robot, controlado por un dictador que a través de él quiere dominar todo el continente, y toda África está aterrorizada por él. Es una analogía con Hitler y es relativamente larga. Petr encuadernó e ilustró el libro él mismo. Escribió la novela poco antes de ser transportado en 1942, por lo que aún no tenía 14 años.

## Petr Ginz asesinado
Uno de los siete tripulantes de la nave Columbia que explosionó el 16 de enero de 2003 sobre Texas y Luisiana era Ilan Ramon. Ilan, primer astronauta israelí, subió a bordo del transbordador espacial un dibujo en blanco y negro que representaba a la tierra vista desde la luna y que estaba inspirado en los cuentos de Julio Verne. Ese dibujo, que se ha convertido en el símbolo del holocausto judío, fue creado en el campo de concentración de Theresienstadt y su autor es Petr Ginz, el muchacho de dieciséis años que admiraba al escritor francés y que fue enviado por los nazis a morir a Auschwitz.
Petr nos dejó un diario que inició en 1941 y que tuvo que abandonar en 1942 cuando fue deportado. Este testimonio se encuentra publicado en el catálogo de la editorial Acantilado bajo el nombre de "Diario de Praga". El volumen recoge, también, algunos artículos, poemas y dibujos del adolescente que, durante su breve estancia en el campo de Theresienstadt, dio vida a una revista literaria. "Vedem" circulaba clandestinamente y estaba hecha a mano. 
Los muchachos que llegaron a Theresienstadt el 24 de agosto de 1943, entre los que se encontraba Petr, formaban parte de las negociaciones que los aliados llevaban a cabo con los alemanes para intercambiar niños por prisioneros de guerra. Pero estas conversaciones fracasaron y los chicos fueron enviados a Auschwitz, junto con el personal que los atendía. Muchos de esos muchachos colaboraron en la revista "Vedem". Por cierto, no sobrevivió nadie de este grupo de inocentes y talentosos jóvenes.
El dibujo de Petr Ginz atravesó el espacio como el proyectil que Julio Verne envió a la luna. El proyectil nunca llegó a su destino final, aunque se aproximó. La nave Columbia no pisó tierra, aunque se acercó. El dibujo de Petr viajó por la bóveda celeste y regresó. Cosas del destino. 